# 程集镇 (阜阳市)
程集镇，是中华人民共和国安徽省阜阳市颍州区下辖的一个乡镇级行政单位。

## 行政区划
程集镇下辖以下地区：
程集社区、东刘村、张郢村、张老庄村、时庙村、张寨村、贾庄村和韩庄村。